# لا کوار
لا کوار (به اسپانیایی: La Quar) یک شهرستان در اسپانیا است که در استان بارسلون واقع شده‌است.

## خصوصیات
لا کوار ۳۸٫۲۵ کیلومترمربع مساحت و ۶۱ نفر جمعیت دارد و ۸۸۵ متر بالاتر از سطح دریا واقع شده‌است.